# غيلنيتسا
غيلنيتسا (بالسلوفاكية: Gelnica)‏ مدينة في شرق سلوفاكيا وتتبع إقليم كوشيتسه.